# Karl Miersch
Karl Miersch (* 22. November 1894 in Leipzig; † 8. Oktober 1969 ebenda) war ein deutscher Maler, Grafiker und Illustrator.

## Leben und Werk
Miersch studierte von 1913 bis 1914 und, unterbrochen durch die Teilnahme am Ersten Weltkrieg als Soldat des Deutschen Heers, 1918 bis 1920, bei Walter Tiemann an der Staatlichen Akademie für graphische Künste und Buchgewerbe in Leipzig. 1925 bis 1934 übte er dort und von 1926 bis 1959 an der Leipziger Meisterschule des Deutschen Handwerks (der späteren Kunstgewerbeschule bzw. Fachschule für angewandte Kunst) eine Lehrtätigkeit aus.
In der Zeit des Nationalsozialismus war Miersch Mitglied der Reichskammer der bildenden Künste und bis 1943 nachweislich an mindestens neun Ausstellungen beteiligt u. a. 1935 an der „Deutschen Graphik-Schau“ im Leipziger Museum der bildenden Künste, 1939 und 1942 an der „Großen Deutschen Kunstausstellung“ in München und 1943 an der „Kunstausstellung Gau Sachsen“ in Dresden.  Bei einem Bombenangriff wurde am 4. Dezember 1943 der größte Teil seiner Werke in der Bayrischen Straße (heute Arthur-Hoffmann-Straße) 10 vernichtet.
An der Kunstgewerbeschule war Miersch bis 1947 Leiter der Werkstatt für Gebrauchsgraphik. Er gehörte in Leipzig zu einer „Gruppe der älteren Landschaftsmaler, die in vorwiegend nachimpressionistisch-sensibler, zum Teil expressionistischer Form, qualitätsvoll die Umgebung der Stadt, aber auch Motive aus den Randgebieten und Vororten, vereinzelt auch innerstädtische Situationen gestalteten.“ Ihre Arbeiten wurden „von Kennern und Liebhabern zwar weiterhin geschätzt, spielten aber in der öffentlichen Diskussion kaum eine Rolle.“ Dazu gehörten u. a. Franz Oskar Behringer, Walter Bodenthal, Rolf Huhn, Karl Krug und Heinz Eberhard Strüning.
Zu den Schülern Mierschs gehörten u. a. Eberhard Dietzsch, Regina Fleck, Wolfgang Mattheuer, Gabriele Meyer-Dennewitz, Heinz Mutterlose, Günter Rackwitz, Kurt Heinz Sieger und Hans-Joachim Walch.
Miersch war 1950 aktiv am Aufbau des Verbands Bildender Künstler der DDR beteiligt.

## Werke (Auswahl)

### Tafelbilder (Auswahl)
- Stillleben mit Schneehuhn (Öl, 47 × 55,5 cm; 1939 auf der Großen Deutschen Kunstausstellung; im Bestand des Deutschen Historischen Museums Berlin)[7]
- Deutscher Junge (Öl; ausgestellt 1942 auf der Großen Deutschen Kunstausstellung)[8]
- Beim Aufbau (Öl; ausgestellt auf der Leipziger Kunstausstellung 1948)[9]
- Atelierinterieur (Öl; 1954; im Bestand der Kunsthalle der Sparkasse Leipzig)[10]
- Boddenlandschaft auf Usedom (um 1954, Öl)[11]
- Schulweg im Winter (vor 1954, Öl)[12]
- Ferien II (Öl, 58 × 74 cm; auf der Vierten Deutschen Kunstausstellung)[13]
- Stillleben mit blauem Tablett (Öl; auf der Fünften Deutschen Kunstausstellung)[14]
- Schwemmanlagen in Altenberg (Öl; auf der Fünften Deutschen Kunstausstellung)[15]

### Graphik/Buchillustrationen (Auswahl)
- Katastrophen (Mappe mit sechs Original-Steinzeichnungen). Verlag Friedrich Dehne, Leipzig 1920[16]
- Richard Wagner: Eine Pilgerfahrt zu Beethoven. C. F. W. Siegel Verlag, Leipzig 1922 (mit drei Original-Lithographien)
- Prosper Merimee: Tamango. Hyperion Verlag, Berlin 1923 (Dritter Druck der Staatlichen Akademie für graphische Künste und Buchgewerbe. U. a. mit 6 ganzseitigen Originalradierungen)
- Theodor Storm: Drei Novellen. Anton Schroll Verlag, Wien (mit 12 ganzseitigen Original-Lithographien).
- Joseph von Eichendorff: Aus dem Leben eines Taugenichts. Verlag Abel & Müller, Leipzig 1920.
- Honoré de Balzac: Der Korsar. J. Singer, Leipzig 1925 (mit 8 farbigen Original-Lithographien).
- Else Franke: Sagen vom deutschen Rhein. Verl. Gerhard Stalling, Oldenburg 1925 (mit Reproduktionen u. a. von 37 Federzeichnungen).

## Teilnahme an zentralen und wichtigen regionalen Ausstellungen in der Sowjetischen Besatzungszone bzw. der DDR
- 1946/1947: Leipzig, Museum der Bildenden Künste („Mitteldeutsche Kunst“)[17]
- 1951/1952: Berlin, Museumsbau am Kupfergraben („Künstler schaffen für den Frieden“)
- 1953 bis 1965: Leipzig, sieben Bezirkskunstausstellungen
- 1954: Altenburg/Thür., Lindenau-Museum („100 Jahre Staatliches Lindenau-Museum“)
- 1958/1959 und 1962/1963: Dresden, Vierte und Fünfte Deutsche Kunstausstellung
- 1965: Leipzig, Museum der Bildenden Künste („500 Jahre Kunst in Leipzig“) 1982: Leipzig, Museum der Bildenden Künste („Selbstbildnisse Leipziger Künstler“)
- 1984: Leipzig, Museum der bildenden Künste („Kunst in Leipzig 1949–1984“)